# Xian de Jiaxiang
Le xian de Jiaxiang (嘉祥县 ; pinyin : Jiāxiáng Xiàn) est un district administratif de la province du Shandong en Chine. Il est placé sous la juridiction de la ville-préfecture de Jining.

## Démographie
La population du district était de 762 855 habitants en 1999.